# Championnats du monde de karaté 2014
Navigation
Édition précédente Édition suivante
Les championnats du monde de karaté 2014 ont lieu du 5 au 9 novembre 2014 à Brême, en Allemagne. Disputée à l'ÖVB Arena, il s'agit de la vingt-deuxième édition des championnats du monde de karaté senior et de la deuxième organisée dans ce pays après l'édition 2000 à Munich.

## Résultats

### Hommes
| Épreuve           | Or | Argent | Bronze |
| ----------------- | --- | --- | --- |
| Kata individuel   | Ryo Kiyuna (JPN) | Ilja Smorguner (GER) | Vu Duc Minh Dack (FRA)                                                                                            |
| Kata individuel   | Ryo Kiyuna (JPN) | Ilja Smorguner (GER) | Antonio Díaz (VEN)                                                                                                |
| Kata par équipe   | Espagne José Carbonell Damián Quintero Francisco Salazar                                                               | Égypte Ibrahim Magdy Ahmed Ashraf Mohamed Hamdy                                                                             | France Vu Duc Minh Dack William Geoffray Rémi Martorana                                                           |
| Kata par équipe   | Espagne José Carbonell Damián Quintero Francisco Salazar                                                               | Égypte Ibrahim Magdy Ahmed Ashraf Mohamed Hamdy                                                                             | Malaisie Thomson Hoe Leong Theng Kuang Leong Tze Wai                                                              |
| Kumite −60 kg     | Douglas Brose (BRA) | Geoffrey Berens (NED) | Evgeny Plakhutin (RUS)                                                                                            |
| Kumite −60 kg     | Douglas Brose (BRA) | Geoffrey Berens (NED) | Amir Mehdizadeh (IRN)                                                                                             |
| Kumite −67 kg     | William Rolle (FRA) | Magdy Mamdouh (EGY) | Vinicius Figueira (BRA)                                                                                           |
| Kumite −67 kg     | William Rolle (FRA) | Magdy Mamdouh (EGY) | Kujtim Bajrami (SUI)                                                                                              |
| Kumite −75 kg     | Ryuichi Tani (JPN) | Luigi Busà (ITA) | Stanislav Horuna (UKR)                                                                                            |
| Kumite −75 kg     | Ryuichi Tani (JPN) | Luigi Busà (ITA) | Noah Bitsch (GER)                                                                                                 |
| Kumite −84 kg     | Gogita Arkania (GEO)                                                                                                   | Ryutaro Araga (JPN) | Gökhan Gündüz (TUR)                                                                                               |
| Kumite −84 kg     | Gogita Arkania (GEO)                                                                                                   | Ryutaro Araga (JPN) | Mohamed El-Kotby (EGY)                                                                                            |
| Kumite +84 kg     | Enes Erkan (TUR) | Sajjad Ganjzadeh (IRN) | Admir Zukan (BIH)                                                                                                 |
| Kumite +84 kg     | Enes Erkan (TUR) | Sajjad Ganjzadeh (IRN) | Jagoba Vizuete (ESP)                                                                                              |
| Kumite par équipe | Iran Saeid Ahmadi Bahman Askari Sajjad Ganjzadeh Ebrahim Hassanbeigi Saman Heidari Zabihollah Poursheib Iman Sanchouli | Allemagne Andreas Bachmann Noah Bitsch Mehmet Bolat Oliver Henning Jonathan Horne Heinrich Leistenschneider Nika Tsurtsumia | Turquie Uğur Aktaş Erman Eltemur Enes Erkan Gökhan Gündüz Rıdvan Kaptan Yaser Şahintekin Serkan Yağcı             |
| Kumite par équipe | Iran Saeid Ahmadi Bahman Askari Sajjad Ganjzadeh Ebrahim Hassanbeigi Saman Heidari Zabihollah Poursheib Iman Sanchouli | Allemagne Andreas Bachmann Noah Bitsch Mehmet Bolat Oliver Henning Jonathan Horne Heinrich Leistenschneider Nika Tsurtsumia | Japon Ryutaro Araga Rikiya Iimura Masaya Ishizuka Hideyoshi Kagawa Hiroto Shinohara Ryuichi Tani Daisuke Watanabe |

### Femmes
| Épreuve           | Or                                                                     | Argent                                                                   | Bronze                                                           |
| ----------------- | ---------------------------------------------------------------------- | ------------------------------------------------------------------------ | ---------------------------------------------------------------- |
| Kata individuel   | Kiyou Shimizu (JPN)                                                    | Sandy Scordo (FRA)                                                       | Yaiza Martín (ESP)                                               |
| Kata individuel   | Kiyou Shimizu (JPN)                                                    | Sandy Scordo (FRA)                                                       | Jasmin Bleul (GER)                                               |
| Kata par équipe   | Allemagne Jasmin Bleul Christine Heinrich Sophie Wachter               | Japon Suzuka Kashioka Yoko Kimura Miku Morioka                           | Italie Sara Battaglia Viviana Bottaro Michela Pezzetti           |
| Kata par équipe   | Allemagne Jasmin Bleul Christine Heinrich Sophie Wachter               | Japon Suzuka Kashioka Yoko Kimura Miku Morioka                           | Iran Mahsa Afsaneh Najmeh Ghazizadeh Elnaz Taghipour             |
| Kumite −50 kg     | Serap Özçelik (TUR)                                                    | Duygu Bugur (GER)                                                        | Rocío Sánchez (ESP)                                              |
| Kumite −50 kg     | Serap Özçelik (TUR)                                                    | Duygu Bugur (GER)                                                        | Alexandra Recchia (FRA)                                          |
| Kumite −55 kg     | Sara Cardin (ITA)                                                      | Emilie Thouy (FRA)                                                       | Miki Kobayashi (JPN)                                             |
| Kumite −55 kg     | Sara Cardin (ITA)                                                      | Emilie Thouy (FRA)                                                       | Jana Bitsch (GER)                                                |
| Kumite −61 kg     | Giana Farouk (EGY)                                                     | Syakilla Salni (MAS)                                                     | Laura Pasqua (ITA)                                               |
| Kumite −61 kg     | Giana Farouk (EGY)                                                     | Syakilla Salni (MAS)                                                     | Mayumi Someya (JPN)                                              |
| Kumite −68 kg     | Alizée Agier (FRA)                                                     | Gitte Brunstad (NOR)                                                     | Iryna Zaretska (UKR)                                             |
| Kumite −68 kg     | Alizée Agier (FRA)                                                     | Gitte Brunstad (NOR)                                                     | Alisa Buchinger (AUT)                                            |
| Kumite +68 kg     | Shymaa Abou-El-Yazed (EGY)                                             | Hamideh Abbasali (IRN)                                                   | Ayumi Uekusa (JPN)                                               |
| Kumite +68 kg     | Shymaa Abou-El-Yazed (EGY)                                             | Hamideh Abbasali (IRN)                                                   | Laura Palacio (ESP)                                              |
| Kumite par équipe | Égypte Shymaa Abou-El-Yazed Yassmin Hamdy Giana Farouk Fatma Al-Zahraa | France Nadège Aït-Ibrahim Leïla Heurtault Lucie Ignace Alexandra Recchia | Japon Natsumi Kawamura Miki Kobayashi Mayumi Someya Ayumi Uekusa |
| Kumite par équipe | Égypte Shymaa Abou-El-Yazed Yassmin Hamdy Giana Farouk Fatma Al-Zahraa | France Nadège Aït-Ibrahim Leïla Heurtault Lucie Ignace Alexandra Recchia | Turquie Buse Avcu Merve Çoban Meltem Hocaoğlu Serap Özçelik      |

## Tableau des médailles
| Rang  | Nation             | Or | Argent | Bronze | Total |
| ----- | ------------------ | -- | ------ | ------ | ----- |
| 1     | Japon              | 3  | 2      | 5      | 10    |
| 2     | Égypte             | 3  | 2      | 1      | 6     |
| 3     | France             | 2  | 3      | 3      | 8     |
| 4     | Turquie            | 2  | 0      | 3      | 5     |
| 5     | Allemagne          | 1  | 3      | 3      | 7     |
| 6     | Iran               | 1  | 2      | 2      | 5     |
| 7     | Italie             | 1  | 1      | 2      | 4     |
| 8     | Espagne            | 1  | 0      | 4      | 5     |
| 9     | Brésil             | 1  | 0      | 1      | 2     |
| 10    | Géorgie            | 1  | 0      | 0      | 1     |
| 11    | Malaisie           | 0  | 1      | 1      | 2     |
| 12    | Pays-Bas           | 0  | 1      | 0      | 1     |
| 12    | Norvège            | 0  | 1      | 0      | 1     |
| 14    | Ukraine            | 0  | 0      | 2      | 2     |
| 15    | Autriche           | 0  | 0      | 1      | 1     |
| 15    | Bosnie-Herzégovine | 0  | 0      | 1      | 1     |
| 15    | Russie             | 0  | 0      | 1      | 1     |
| 15    | Suisse             | 0  | 0      | 1      | 1     |
| 15    | Venezuela          | 0  | 0      | 1      | 1     |
| Total | Total              | 16 | 16     | 32     | 64    |